# Falcetto

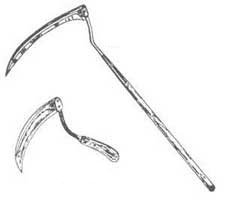
Falce e falcetto

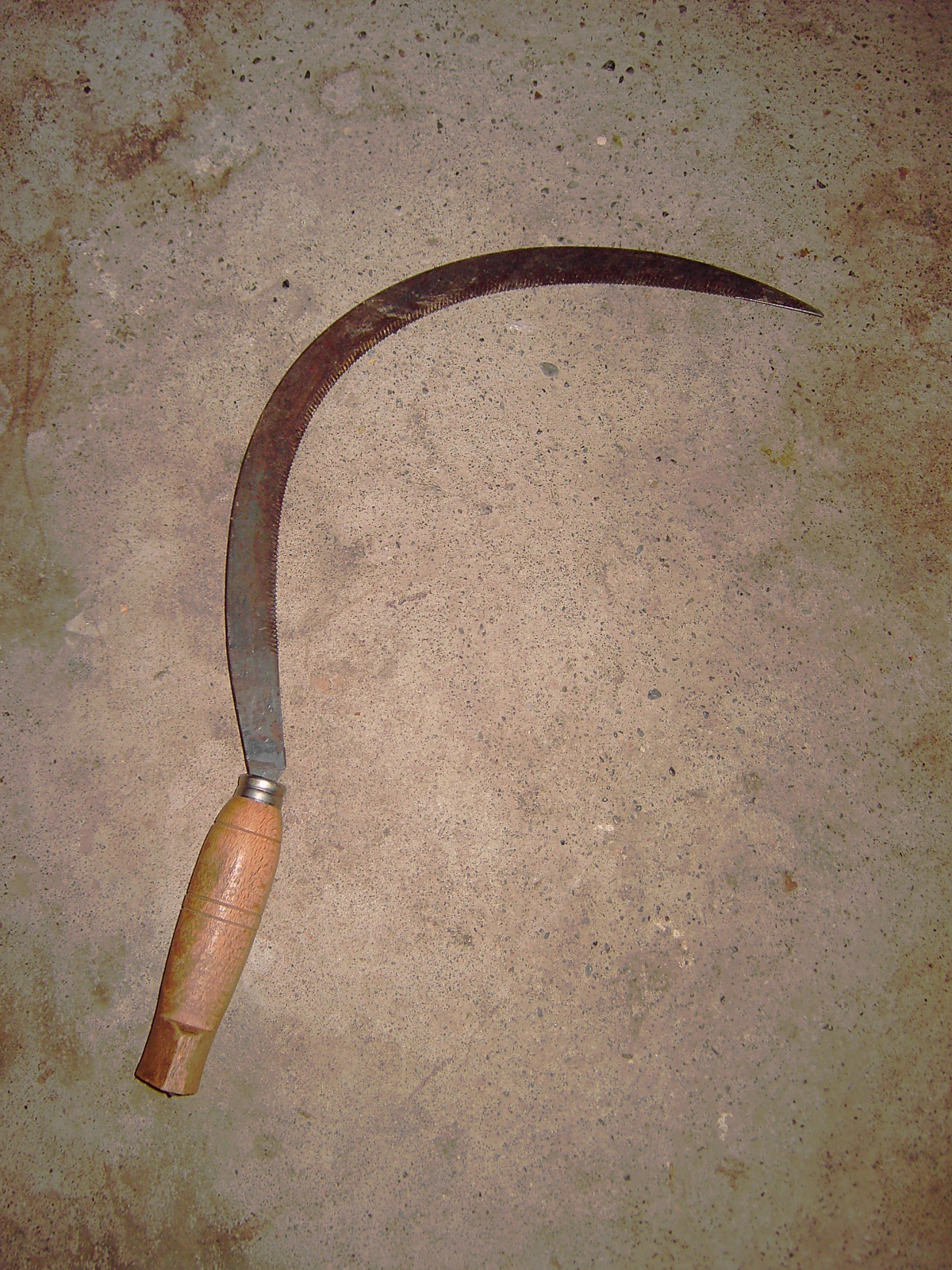
Falce messoria per la mietitura dei cereali

Il falcetto  è un attrezzo manuale usato in agricoltura e nel giardinaggio.

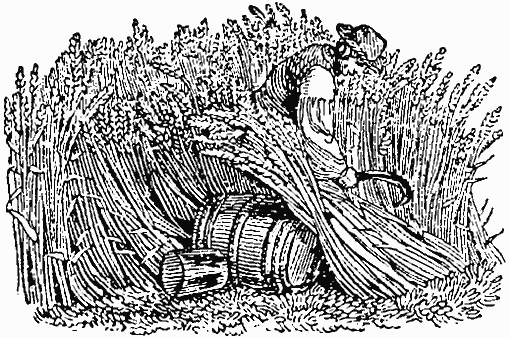
Una vecchia stampa di un contadino che miete (mietitura)

È una piccola falce che si tiene in una mano, mentre l'altra tiene il gruppo di steli da recidere (mannello di spighe). La denominazione «falce messoria» distingue questo strumento a manico corto, usato per la mietitura, dalla «falce fienaia» o «frullana», a manico lungo, usata per tagliare il foraggio.
In Italia esistono due famiglie di falce a manico corto: la falce liscia o fienaia e la falce dentata o dentellata. La falce dentata è da considerare il tipo arcaico, il cui uso persiste soltanto nel Mezzogiorno e nelle isole. Secondo Bravo, nella Sardegna degli anni Settanta, la falce liscia importata dal continente è largamente diffusa veniva denominata «falce forestiera».
Il falcetto è visto come simbolo della classe contadina; nella simbologia comunista si parla di falce e martello, poiché il falcetto, nonostante la crescente preferenza per detto nome, può storicamente ritenersi la falce per antonomasia; così per esempio in Pascoli, che nella celebre lirica Le Armi, sugli attrezzi da lavoro distingue «falce», il falcetto a una mano, e la «frullana», la falce «fienaia».

## Denominazioni locali
- Sarrecchia (Lazio, Campania)
- Scighezz, foglasa (Lombardia)
- Facigghiuni (Sicilia)
- Masoira (Piemonte)
- Messoia (Liguria)
- Falciana (Toscana)
- Mesora (Veneto)
- Facetta (Marche)